# Universidad de Atenas
La Universidad de Atenas, oficialmente conocida como Universidad Nacional y Capodistriaca de Atenas (En griego: Εθνικό και Καποδιστριακό Πανεπιστήμιο Αθηνών) fue fundada casi una década tras la formación del estado neoheleno, el 3 de mayo de 1837, por iniciativa del rey Otón I. Durante la primera temporada de su funcionamiento, dicho establecimiento académico se hospedó en la casa del arquitecto Stamatis Kleanthis, ubicada en el nordeste de la colina de Acrópolis. En el año 1843, se trasladó al nuevo edificio diseñado por el arquitecto danés Teófilo Hansen en el centro de la capital griega. La Universidad de Atenas, entonces, era la más antigua no únicamente en el territorio griego sino también en el Mediterráneo Oriental.
La Universidad Otónica, tal como se conocía antes de renombrarse como "Universidad Nacional y Capodistríaca de Atenas", se constituía de cuatro "Escuelas": las de Teología, Derecho, Medicina y Artes que entonces incluía las Ciencias Aplicadas y las Matemáticas. En ella, 33 profesores enseñaban a 55 estudiantes y 75 oyentes.
En 1904, la Universidad se reformó administrativamente dividiéndose en dos "Escuelas" principales: la de Artes y la de Ciencias; la última incluía las recién fundadas facultades de Física, Matemáticas y Farmacéutica. En 1919 se añadió el Departamento de Química mientras en 1922 la Escuela de Farmacéutica consiguió su autonomía. Otro cambio significativo sucedió cuando en la Escuela de Medicina se incorporó el Departamento de Odontología.
Entre 1895 y 1911, en el comienzo de cada año académico se matriculaban alrededor de 1000 estudiantes hasta que al final de la Primera Guerra Mundial el número de los estudiantes se escaló a los 2000. Este hecho condujo a la introducción de los exámenes de selectividad en 1927. A partir de 1957, tras una petición de los correspondientes órganos universitarios, el número de estudiantes se determina por el Ministerio de Educación y Religiones. 
En la década de los 60 empezaron las obras de construcción de un nuevo campus, ahora conocido como Πανεπιστημιοúπολη o Ciudad Universitaria en los suburbios de la capital. En dicho campus se encuentran tanto las Escuelas de Filosofía y de Teología como los departamentos de las Ciencias Físicas y la Residencia Universitaria.